# Beleg van Sittard (1318)
Het Beleg van Sittard vond plaats in 1318 tussen Reinoud van Valkenburg, gesteund door Hendrik II van Virneburg de bisschop van Keulen, en anderzijds het hertogdom Brabant onder Jan III van Brabant.

## Achtergrond
De belegering van Sittard kan teruggevoerd worden op de Slag bij Woeringen uit 1288, daar lukte het Walram de Rosse, heer van Valkenburg om uit handen van Jan I van Brabant te blijven. Hierdoor kon hij heerser over het land van Valkenburg blijven en tevens bleven de gebieden van Heinsberg, Monschau en Sittard ook familiebezit.
De omwonenden nabij de stad hadden voor het naderend beleg, hun heenkomen binnen de stad gezocht.

## Beleg
De verdediging bestond uit de burgers en boeren uit de omgeving, ook kwam er krijgsvolk uit Keulen, bestaand uit 300 man om de stad te hulp te zijn. De stad bestond toen uit twee uitgegraven watergeulen, de uitgegraven aarde werd gebruikt als vestingmuur of liever gezegd aardemuur, versterkt door palissaden.
De legermacht uit het hertogdom Brabant bestond uit vier divisies; een van deze divisies lag gelegerd aan de westzijde (de Leuvense divisie genaamd) en deed een stormloop op de borstwering, wat een succes bleek; er werd daarbij brandgesticht.
De divisie die de noordzijde belegerde kreeg hier gehoor van en besloten de Lewenbergerpoort te bestormen. De andere divisies, in het oosten vanaf de Kollenberg en vanuit het zuiden werd de Putpoort aangevallen. De stad leek te bezwijken aan de druk van alle zijden maar plots bliezen de Leuvense belagers in het westen de aftocht, dit duidde erop dat deze divisie niet verder was gekomen tot inname van de buitenste wal.
Na enkele dagen wilde het krijgsvolk uit Keulen toch tot de overgave gaan, echter voelde de burgers dit als verraad en sommige wilde zelfs het tot een lynchpartij laten komen. De belegeraars wilden dit liever voorkomen omdat ze een vrijgeleide aan de Keulse hadden beloofd.

## Nasleep
- Na dit voorval waren de banden tussen Reinoud van Valkenburg en Hendrik II van Virneburg zo vertroebeld, dat laatstgenoemde zijn status als schout in Bonn en Aken deed in dammen. Hij stelde de burger verbeterde privileges aan, bijvoorbeeld in belastingen die Reinoud weer mis zou lopen.
- Volgens de nauwkeurige beschrijvingen van Jan van Boendale zou de stad na een verzoening weer aan de heren van Valkenburg zijn terug gegeven. In het jaar 1400 echter werd Sittard tezamen met Born en Susteren voor 70.000 goudgulden verkocht aan het hertogdom Gulik.